# 算道
算道（さんどう）とは、日本律令制の大学寮において、算術を研究する学科。

## 概要

### 成立期
大宝律令による大学寮設立時から存在した学科である。同時代の算道家として皇太子・首皇子（のちの聖武天皇）の教育係の一員であった山口田主・私部石村・志斐三田次らがいる。
当初は明確な学科の種別はなかったが、一般の官人を育成するために設けられた本科に相当する儒教の講義（後の明経道にあたる）以外には、儒教経典の原典をそのまま筆記するための書道とそのまま発音するための音道は本科の補完するためのものであった。それに対して算道の扱う分野は儒教とは直接的な関連性はなく、計算や測量などの技術系官人の育成を行うことを目的としていたことから、唯一本科から独立した存在であったのが算道であった（ただし、後述のようにこうした通説に対する批判もある）。
大学寮には算道を教授する算博士（さんはかせ、従七位上相当・2名）と学生である算生（さんしょう、30名）で構成されていた。これは唐の国子監に置かれた算学と同数であり、教授として博士1名以外に助教2名及び複数名の直講が置かれて、学生も400名もいた本科と比べると小さいものの、唐の国子監の規模は日本の大学寮と比べて大きいこと、唐の算学博士は従九品下と低い地位に置かれたことを考えれば、設置当初の地位は一概に低いとは言えなかったとされている。その後、天平2年（730年）からは算博士候補者となる特別給費生として算得業生2名が算生の中から選抜された。また、天平宝字元年（757年）からは陰陽寮で暦道を学ぶ暦生の中から暦学に必要な数学を学ぶために算道を兼修する暦算生が別枠として設置された。ただし、近年においてこうした理解に対して批判もある。すなわち、実際に算博士の活動を示す記録が奈良時代において活動することが出来ず、算術関係の記録に登場するのは暦道出身者であることが指摘されている。更に天平宝字元年の暦算生の設置は藤原仲麻呂政権による算科の陰陽寮（太史局）暦科への統合であったとする説もあり、奈良時代段階では実際には暦博士が算道を教授していたとする見方もある。
大学寮の中には算道の講義と算生の寄宿のための施設である算道院（さんどういん）が置かれていた。平安京遷都後は、大学寮敷地内の明経道の施設である明経道院の南、明法道の施設である明法道院の北にあったとされている。なお、現存する算生に関する記録を見る限りでは、渡来人系の氏族に属する者が多かったとされている。

### 算道の内容
算道の教科書として律令法などで定められていたのは以下の9種である。
- 孫子算経…三国・両晋期に孫子を著者として仮託して書かれた古典的な数学書。唐の李淳風の注釈で有名。
- 五曹算経…北周の甄鸞の著。行政官に必要とされた基礎的な数学知識を「田・兵・集・倉・金」の5つの章立てで解説した書。
- 九章算術…現存する中国最古の数学書。九章から構成された体系的な書。魏の劉徽の注釈で著名。
- 海島算経…劉徽が著した測量計算に関する書。
- 六章…詳細は不明であるが、『九章算術』を応用発展させたと言われている。
- 綴術…祖沖之が著した高等数学の書で、円周率や球体積の計算方法が書かれていたとされているが、現存しない。
- 三開重差…級数展開などの高等数学に関する書。
- 周髀算経…天体暦算に関する書。紀元前2世紀に成立して暦学の基本書とされた。
- 九司…詳細は不明であるが、『五曹算経』と同様の行政官向けの数学書であったと言われている。

なお、当時の唐で採用されていた算経十書と呼ばれる教科書のうち、『張邱建算経』・『夏侯陽算経』・『五経算術』・『緝古算経』の4種が除かれて代わりに『六章』・『三開重差』・『九司』が採用されている。これは、内容の重複や日本への伝来事情などとの関係があると考えられているが、詳細な理由は不明である。
算生の官人登用試験である奉試については、学令で定められていたが、大宝律令と養老律令では微妙に規則が違っていた。大宝律令では『九章算術』・『六章』・『綴術』の基本の3書のうち1つから3問、それ以外の6書から各1問ずつの計9問を出題して6つ正解すれば及第としたが、3問出題される基本書からの出題を間違えた場合には他の8問が正解でも不合格とされた。養老律令では方法が2通りあり、前者は『九章算術』3問と『六章』・『綴術』以外の残り6書から各1問の計9問から出題されるもの、後者は『六章』3問と『綴術』6問の計9問から出題されるもので、前者は基礎算術、後者は高等数学の知識を試した。全問正解であれば甲第とされて大初位上に自動的に叙任され、『九章算術』あるいは『六章』の全問を含めた6-8問正解者は乙第とされて大初位下に叙任された。なお、天平3年（731年）以後は基本書（『九章算術』・『六章』・『綴術』）3問に加えて、『周髀算経』1問の計4問のうちから不正解を出すと及第は認められないこととなった。
算得業生成立後は、7年学習して奉試に及第すると合格者は算博士や主計寮・主税寮・大宰府・造宮省（後には修理職・木工寮）に設置されていた算師に任じられる他、地方の下級国司となって租税会計事務などを扱った。また、それ以外にも造寺司など一般の官司にて下級官人を務めながら、校班田や荘園図の作成などの際に臨時で「算師」として派遣された者の存在も確認できる。
当時、算術が普及せずにその知識を有する者が少なかったために官位こそは低いものの、及第して官人となった算生の持つ数的処理能力に諸官司から期待されるところは大きかった。ただし、それは技能としての算術・数学であって、数学的思考や教養、感性が求められたものではなく、ましてや中国に見られたような高等数学が当時の日本社会で必要とされる場面は存在しなかったと考えられ、日本数学史が独自の進歩を見せるきっかけにはなりえなかったのである。

### 算道の衰退
大学寮が設置された当初、一般官人を育てる本科（明経道）と技術官人を育てる算道しか事実上存在していなかったが、神亀年間に律令を教える律学博士（後の明法博士）と歴史を教える文章博士が明経道から分離する形で成立し、やがて天平年間に独立した学科となり、後の明法道・紀伝道へと発展することとなる。
こうした中で算道の地位はそれまでと大きく変動することもなく、結果的に上昇傾向にあった明法道・紀伝道とは相対的に見て地位が低下することとなった。その発端は延暦21年（802年）に明法生を増やすために算生の定数を30から20に減少させたことである。続いて律令制の衰退に伴う地方政治の紊乱によって算道に対する需要が減少していくことになる。更に他の学科でも同様であったが、算博士の推薦を受けて成業（得業生及び奉試及第）の見込みのない者を無試験で地方国司や京官の下級役人に推挙する算道挙・算道年挙が行われるようになったり、一般の算生でも一定の条件を満たせば得業生に準じた奉試受験資格を得て試験を受けることが出来るようになった（准得業生試）。こうした状況下では、算道は実質上明経道に吸収された書道・音道に代わって成立した紀伝・明経・明法・算の4道の中で最下位に転落することとなった。
更に算博士も必ず主税寮か主計寮の頭か助を兼務して更に2名中1名は五位史を兼ねることになった（『官職秘抄』）。これは、算博士の職掌が次第に算生の教育よりも中央の財務・経理官人としての職務に移りつつあったことの反映であった。貞観13年（871年）に算博士の官位相当が正七位下に引き上げられたのも、算道の衰退にもかかわらず算博士の算道以外の職務が重視された結果であった。この頃になると、算博士の世襲化が進み算道によって奉試に合格するとともに、譜第の家系であることが算博士就任の要件とされるようになり、当初は家原氏・大蔵氏が平安時代前期には世襲化も兆候を見せるものの長続きせず、両氏の没落後は小槻氏・三善氏の両氏が世襲するようになり、自己の算道を家学・秘伝化し、また有能な門人を養子として家名を継承させることで他氏を排除するようになった（官司請負制）。
こうして、算道は世襲による閉鎖的な学術となって、日本数学史は停滞の時代を迎えた。『今昔物語集』巻24第22及び『宇治拾遺物語』185話に登場する高階俊平入道の弟が算道で人の生死を操って、人々から「おそろしき算の道」と恐れられたとされる話は最早、算術・数学が科学どころか学問ではなく、呪術として人々に怖れ嫌悪されていった実情を示していた。
日本の数学が「和算」の姿にて再び学問として復活するのは、近世初期の『塵劫記』の時代以後のことになる。